# Номерні знаки Нігеру

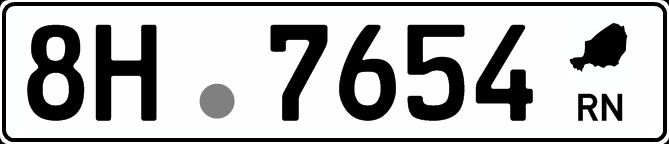
Регулярний номер

Код Нігеру для міжнародного руху ТЗ — (RN).

## Регулярні номерні знаки
Номерні знаки Нігеру мають європейську форму та розміри. Існують однорядкові та дворядкові номерні знаки.
Чинну схему регулярних номерних знаків для приватного транспорту Нігеру запроваджено в 2005 році. Вона має формат 1A2345, де 1 — код регіону, A — серія, 2345 — номер. Регулярні пластини мають біле тло з чорними знаками. В правому боці пластини розташовано зображення мапи країни у кольорах державного прапору або простий чорний силует країни, під яким розташовано код RN. Існує дворядкова версія таких номерних знаків. Номерні знаки для мотоциклів — дворядкові формату А1/2345, де А — серія, 1 — код регіону, 2345 — номер.

### Регіональне кодування
В Нігері налічується 8 регіонів.
- 1 — Агадез
- 2 — Діфа
- 3 — Досо
- 4 — Мараді
- 5 — Тахуа
- 6 — Тілабері
- 7 — Зіндер
- 8 — Ніамей

## Інші формати

### Комерційний транспорт

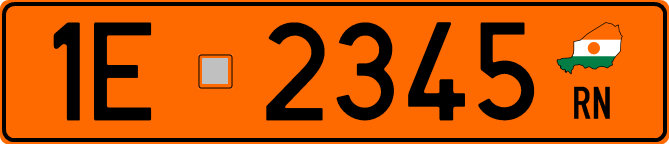
Номерний знак комерційного транспорту

Комерційний транспорт має номерні знаки із чорними символами на помаранчевому тлі. Формат номерних знаків є аналогічним до регулярних.

### Державний транспорт
Державні ТЗ мають номерні знаки формату 12345ARN6, де 12345 — номер, ARN — покажчик «Адміністрації Республіки Нігер», 6 — код регіону. Пластини мають біле тло та сині символи.
| 12345ARN6 |

### Вищі посадові особи
Номерні знаки для ТЗ, що перевозять вищих посадових осіб мають формат 123 XRN, де 123 — номер, XRN — покажчик (ARN — Національна Асамблея, PRN — Президентська Адміністрація). Пластини мають біле тло та чорні знаки, Посередині між цифрами і літерами розташовано коло кольорів державного прапору.

### Військовий транспорт
Номерні знаки військових формувань мають формат 12345, чорне тло та білі символи. В лівому боці пластини розташовано зображення державного прапору. Часто номерні знаки малюють просто фарбою на кузовних елементах військових ТЗ.

### Дипломатичні номерні знаки

#### Вищі посадові особи дипломатичних місій
Номерні знаки вищих посадових осіб дипломатичних місій мають помаранчеві символи на зеленому тлі та формат 123CMD RN, де 123 — код країни, CMD — покажчик посади голови дипломатичної місії, RN — покажчик Республіки Нігер.
| 123CMD RN |

#### Інші дипломатичні працівники
Номерні знаки інших посадових осіб дипломатичних місій мають помаранчеві символи на зеленому тлі та формат 123CD4 RN, де 123 — код країни, CD — покажчик посади дипломатичного персоналу, 4 — номер, RN — покажчик Республіки Нігер.
| 123CD4 RN |

### Тимчасові номерні знаки
Номерні знаки для тимчасового використання мають формат 1АБ2345, де 1 — код регіону, АБ — код (ІТ — тимчасовий імпорт, ТТ — тимчасовий трафік). Пластини мають жовті символи на зеленому тлі, в правому боці пластини розташовано зображення мапи країни у кольорах державного прапору, під яким розташовано код RN. Існує дворядкова версія таких номерних знаків.

### Номерні знаки іноземних неурядових організацій
Номерні знаки іноземних неурядових організацій мають формат ONG1234, де ONG — «Організація неурядова». Пластини мають жовті символи на зеленому тлі, в правому боці пластини розташовано зображення мапи країни у кольорах державного прапору, під яким розташовано код RN. Існує дворядкова версія таких номерних знаків.